# Lidia Latanowicz
Lidia Latanowicz (ur. 8 listopada 1944 w Bubel-Łukowiska) – polski fizyk, profesor nauk chemicznych, pracownik Uniwersytetu Zielonogórskiego.

## Życiorys
Córka Andrzeja Mielniczuk i Anny z domu Chilkiewicz. W latach 1958–1962 uczęszczała do VII Liceum Ogólnokształcącego im. Dąbrówki w Poznaniu .
W 1962 rozpoczęła studia na kierunku fizyka na Wydziale Matematyki, Fizyki i Chemii Uniwersytetu im. Adama Mickiewicza w Poznaniu, gdzie w 1967 obroniła pracę magisterską zatytułowaną Pomiar czasu relaksacji podłużnej T1 roztworów etanolu w czterochlorku węgla i chloroformie.
Od 1967 roku związała się z macierzystym Wydziałem Matematyki, Fizyki i Chemii Uniwersytetu im. Adama Mickiewicza w Poznaniu, gdzie w latach 1967–1970 była asystentem w Katedrze Fizyki Doświadczalnej. Następnie podjęła naukę na Studium Doktoranckim (1970–1974) i od 1974 aż do 1994 pracowała w Zakładzie Radiospektroskopii na Wydziale Fizyki tejże uczelni. Początkowo jako starszy asystent (1974–1976), potem adiunkt (1976–1990) i docent (1990–1993). W 1976 obroniła rozprawę doktorską z zakresu nauk fizycznych (Badania niewodnych roztworów elektrolitów metodą jądrowego rezonansu paramagnetycznego. Roztwory soli diamagnetycznych w metanolu) na Wydziale Matematyki i Fizyki UAM. Stopień doktora habilitowanego nauk fizycznych uzyskała w 1988 w oparciu o rozprawę zatytułowaną Procesy magnetycznej relaksacji jądrowej w obecności fluktuacji części radialnej oddziaływania dipolowego na tej samej uczelni.
W 1994 związała się z Zieloną Górą, gdzie od 1994 do 2001 pracowała w Zakładzie Fizyki Doświadczalnej Instytutu Fizyki, Wydziału Matematyki, Fizyki i Techniki Wyższej Szkoły Pedagogicznej im. Tadeusza Kotarbińskiego w Zielonej Górze, a następnie w latach 2001–2007 była zatrudniona kolejno w Zakładzie Biofizyki, Zakładzie Biochemii i Biologii Komórki oraz Zakładzie Biotechnologii Instytutu Biotechnologii i Ochrony Środowiska, Wydziału Inżynierii Lądowej i Środowiska Uniwersytetu Zielonogórskiego.
Od 2007 roku jest zatrudniona w Pracowni Biofizyki Katedry Biotechnologii Wydziału Nauk Biologicznych Uniwersytetu Zielonogórskiego.
15 grudnia 2008 odebrała nominację na profesora nauk chemicznych z rąk Prezydenta Rzeczypospolitej Polskiej Lecha Kaczyńskiego.

## Działalność naukowa
Tematyka którą się zajmowała obejmuje takie zagadnienia jak:
- badania dynamiki molekularnej w fazie skondensowanej metodą magnetycznej relaksacji jądrowej, zarówno od strony teoretycznej[4], jak i doświadczalnej[5],
- analizę wpływu kształtu molekuł oraz nierównoważności barier potencjału na czasy relaksacji,
- zastosowanie magnetycznej relaksacji jądrowej do badania ciał stałych, przede wszystkim układów molekularnych w których występuje transfer protonu w wiązaniu wodorowym[6] albo ruchy stochastyczne grup molekularnych (CH
3, NH
3, CH
4, NH
4)[7][8], a także makromolekuł w roztworach[9]. Opisuje je przy pomocy zależności temperaturowych wg prawa Arrheniusa oraz Schrödingera[10][11][12] w szerokim zakresie temperatur[13],
- badanie własności fizykochemicznych materiałów biologicznych, takich jak olejowe nasiona rzeżuchy i różne rodzaje mięsa podgrzewanego w mikrofali[14].

Odbyła kilka zagranicznych staży naukowe:
- Uniwersytet Florydy, Gainesville, USA (1983–1985)
- University of South Africa (UNISA), Pretoria, Republika Afryki Południowej (4 staże w latach 1994–1999)
- Institut für Organische Chemie, Wolny Uniwersytet Berliński, Niemcy (1996)

## Życie prywatne
Ma troje dzieci: dwóch synów Wojciecha Szymona i Jacka Piotra oraz córkę Małgorzatę Joannę.

## Odznaczenia i wyróżnienia
- W 2004 otrzymała zespołową nagrodę II-go stopnia JM Rektora Uniwersytetu Zielonogórskiego za osiągnięcia naukowe uzyskane w 2003[16].
- W 2005[17], 2006[18], 2008[19], 2010[20] i w 2012[21] otrzymała nagrodę indywidualną II-go stopnia JM Rektora Uniwersytetu Zielonogórskiego za osiągnięcia naukowe uzyskane odpowiednio w roku 2004, 2005, 2007, 2009 i 2011.
- W 2009 otrzymała nagrodę JM Rekora UZ za uzyskanie tytułu naukowego profesora w roku 2008[22].
- W 2017 odznaczona Medalem Komisji Edukacji Narodowej[23].

## Wybrane publikacje
- L. Latanowicz: Badanie niewodnych roztworów elektrolitów metodą jądrowego rezonansu paramagnetycznego. Poznań: Wydawnictwo Naukowe Uniwersytetu im. Adama Mickiewicza, 1976, s. 48, seria: Chemia / Uniwersytet im. Adama Mickiewicza w Poznaniu, nr 22.
- L. Latanowicz: Procesy magnetycznej relaksacji jądrowej w obecności fluktuacji części radialnej oddziaływania dipolowego. Poznań: Wydawnictwo Naukowe Uniwersytetu im. Adama Mickiewicza, 1988, seria: Seria Fizyka / Uniwersytet im. Adama Mickiewicza w Poznaniu, 0554-825X; nr 59. Brak numerów stron w książce
- L. Latanowicz, H. H. Limbach, Ch. Hoelger: Magnetyczna relaksacja jądrowa w układach z wiązaniem wodorowym, w zbiorze Zjawiska Relaksacji Molekularnej pod red. J. P. Hawranka i L.Sobczyka. Wrocław: Wyd. Uniwersytetu Wrocławskiego, 1999, s. 95–117, seria: Acta Universitatis Wratislaviensis No 2123.
- L. Latanowicz, J. N. Latosińska: Promieniowanie ultrafioletowe a środowisko. Zielona Góra: Wydawnictwo Wyższej Szkoły Pedagogicznej im. Tadeusza Kotarbińskiego, 2000, s. 115. ISBN 83-7268-035-3.
- L. Latanowicz. NMR relaxation study of methyl groups in solids from low to high temperatures. „Concepts in Magnetic Resonance Part A”. 27A, s. 38–53, 2005.
- L. Latanowicz, J. N. Latosińska: Promieniowanie UV a środowisko. Warszawa: Wydawnictwo Naukowe PWN, 2012, s. 242. ISBN 978-83-01-16787-5.
- L. Latanowicz. Concept of correlation time, autocorrelation functions, and spectral densities of the tunneling jumps through the potential barrier. „Concepts in Magnetic Resonance Part A”. 40A, s. 66–79, 2012.
- L. Latanowicz. Spin-lattice NMR relaxation and second moment of NMR line in solids containing CH3 groups. „Concepts in Magnetic Resonance Part A”. 44A, s. 214–225, 2015.